# Villarrodrigo
Villarrodrigo er en by og kommune i det sydlige Spanien i provinsen Jaén. Den har et indbyggertal på 390 (2024) indbyggere.